# 시모카와베역
시모카와베역(일본어: 下川辺駅)은 일본 히로시마현 후추시에 위치한 서일본 여객철도 후쿠엔 선의 철도역이다. 단선 승강장 1면 1선의 구조를 갖춘 지상역이다.

## 이용 현황
| 승차 인원 추이 | 승차 인원 추이 |
| 연도           | 1일 평균       |
| -------------- | -------------- |
| 1996           | 34             |
| 1997           | 126            |
| 1998           | 108            |
| 1999           | 110            |
| 2000           | 94             |
| 2001           | 97             |
| 2002           | 85             |
| 2003           | 78             |
| 2004           | 72             |
| 2005           | 74             |
| 2006           | 71             |
| 2007           | 75             |
| 2008           | 69             |
| 2009           | 28             |
| 2010           | 28             |
| 2011           | 28             |
| 2012           | 30             |
| 2013           | 31             |
| 2014           | 25             |

## 역 주변
- 국도 제486호선

## 역사
- 1938년 7월 28일 : 후쿠엔 선의 후추마치 역 - 조게 역 간 연장에 의해 개업.
- 1954년 4월 10일 : 후추 역부터 이 역까지 전철화 됨.
- 1962년 4월 1일 : 전철화 폐지.
- 1982년 3월 10일 : 무인역화.
- 1987년 4월 1일 : 일본국유철도 분할 민영화에 의해, 서일본 여객철도가 승계.

## 인접 역
| 후쿠엔 선          | 후쿠엔 선   | 후쿠엔 선                       |
| ------------------ | ----------- | ------------------------------- |
| 후추 후쿠야마 방면 | ■ 후쿠엔 선 | 나카하타 시오마치 · 미요시 방면 |